# Norder-Hägtjärnen
Norder-Hägtjärnen är en sjö i Åre kommun i Jämtland och ingår i Indalsälvens huvudavrinningsområde. Sjön har en area på 0,0571 kvadratkilometer och ligger 660,5 meter över havet.

## Delavrinningsområde
Norder-Hägtjärnen ingår i det delavrinningsområde (703121-133278) som SMHI kallar för Ovan 702880-133370. Medelhöjden är 641 meter över havet och ytan är 13,73 kvadratkilometer. Det finns ett avrinningsområde uppströms, och räknas det in blir den ackumulerade arean 24,52 kvadratkilometer. Harån som avvattnar avrinningsområdet har biflödesordning 3, vilket innebär att vattnet flödar genom totalt 3 vattendrag innan det når havet efter 372 kilometer. Avrinningsområdet består mestadels av skog (92 procent). Avrinningsområdet har 0,06 kvadratkilometer vattenytor vilket ger det en sjöprocent på 0,4 procent.